# Beggingen
Beggingen is een gemeente en plaats in het Zwitserse kanton Schaffhausen.
Beggingen telt 522 inwoners.
Bargen · Beggingen · Beringen · Buch · Buchberg · Büttenhardt · Dörflingen · Gächlingen · Hallau · Hemishofen · Lohn · Löhningen · Merishausen · Neuhausen am Rheinfall · Neunkirch · Oberhallau · Ramsen · Rüdlingen · Schaffhausen · Schleitheim · Siblingen · Stein am Rhein · Stetten · Thayngen · Trasadingen · Wilchingen
- Gemeinsame Normdatei: 4087068-6
- Historisch woordenboek van Zwitserland: 001282
- MusicBrainz: 5c0e0a13-b96a-4443-bac4-2307f1fe7c9b
- Virtual International Authority File: 240348289
- WorldCat: E39PBJgMG7Rvy7gbkw6DX9wV4q